# Johannes Tolsma
Johannes Tolsma (Leeuwarden, 21 december 1872 – Zeist, 9 juli 1968) was een Nederlandse predikant in de Christelijke Gereformeerde Kerken.

## Biografie
Tolsma werd geboren in Leeuwarden en groeide op in een Rooms-Katholiek gezin. Na zijn opleiding werd hij stukadoor in het bedrijf van zijn vader. Voor zijn werk verbleef hij enige tijd in Voorburg bij een Christelijk Gereformeerd echtpaar. Na gesprekken met hen verliet hij de Rooms-Katholieke Kerk en deed hij in 1898 belijdenis in de Christelijke Gereformeerde Kerk in Den Haag. In deze gemeente was hij in de periode 1905-1908 diaken.
Tolsma trouwde in 1904 met Elizabeth van Dijke.
Tolsma slaagde in 1908 voor het toelatingsexamen van de Theologische School te Rijswijk. Nadat hij in 1915 zijn studie afrondde, ontving hij een beroep van de gemeente in Aalten waar hij in 1915 door ds. Pieter Johannes Marie de Bruin werd bevestigd als predikant.
In 1919 werd Tolsma beroepen door de gemeente in Zeist. Nadat ds. Gerard Wisse in 1920 de Gereformeerde Kerk in Driebergen verliet en zich aansloot bij de Christelijke Gereformeerde Kerk in Zeist, begonnen veel leden van de Gereformeerde Kerk te Driebergen de diensten van Tolsma te bezoeken. Daarop begon Tolsma op doordeweekse avonden in Driebergen te preken. In 1921 werd besloten in Driebergen een gemeente te stichten. Vanwege groei van de gemeente in Zeist werd in 1923 een nieuw kerkgebouw in gebruik genomen. Tolsma richtte een Jongelingsvereniging op, van wie zijn vrouw erepresidente was. Zij overleed in 1922. In 1923 hertrouwde hij met de particulier verpleegster Neeltje Werner met wie hij 4 kinderen heeft gekregen.
In 1924 werd Tolsma beroepen door de gemeente in Zaamslag. Hij werd bevestigd door ds. Albert Gruppen. Deze gemeente diende hij tot 1942, hoewel hij reeds in 1941 was beroepen door de gemeente in ’s Gravenmoer die toen bijna 25 jaar zonder vaste voorganger zat. Door omstandigheden kon de intrede pas plaatsvinden in 1942. Tolsma werd bevestigd door ds. Jan Pieter Meijering. In 1948 ging hij met emeritaat, maar ging af en toe nog voor in de gemeente in ’s-Gravenmoer. In 1965 vierde hij zijn 50-jarig ambtsjubileum.
Ds. Tolsma overleed in 1968 te Zeist en werd daar begraven.